# Тоутоваї-світлоок сірий
Тоутоваї-світлоок сірий (Pachycephalopsis poliosoma) — вид горобцеподібних птахів родини тоутоваєвих (Petroicidae). Ендемік Нової Гвінеї.

## Опис
Довжина птаха в середньому становить 16 см. Забарвлення верхньої частини тіла темно-коричневе; нижньої частини тіла — світло-коричневе. Горло біле, як і райдужка.

## Поширення і екологія
Зеленоспинний тоутоваї-світлоок є ендеміком Нової Гвінеї. Цей птах живе в рівнинних і гірських тропічних лісах на висоті від 400 до 2150 м над рівнем моря.

## Підвиди
Виділяють чотири підвиди зеленоспинного тоутоваї-світлоока:
- P. p. approximans (Ogilvie-Grant, 1911) (південні схили Центрального хребта в західній і центральній частині острова);
- P. p. hunsteini (Neumann, 1922) (північні схили Центрального хребта в центральній і центрально-східній частині острова);
- P. p. hypopolia Salvadori, 1899 (північний схід острова);
- P. p. poliosoma Sharpe, 1882 (південний схід острова).